# Phagmo Drupa
Pour les articles homonymes, voir Période Phagmodrupa.
Phagmo Drupa Dorje Gyalpo  (tibétain : ཕག་མོ་གྲུ་པ་རྡོ་རྗེ་རྒྱལ་པོ, Wylie : phag mo gru pa rdo rje rgyal po) 1100-1170 est un bouddhiste tibétain à l’origine de Phagdru Kagyu (Phagmodrupa), l’une des quatre branches de Dagpo Kagyu, désormais éteinte. Le clan Lang auquel appartenait les abbés de leur monastère de Densatil fonda la dynastie Phagmodrupa, myriarches au milieu du XIIIe siècle, puis principale puissance du Tibet de 1354-1358 à 1434-1481. 

## Biographie
Né dans le sud du Kham, il devient novice très jeune et part se former au Tibet central. Il étudie le Lamdre auprès de Jetsün Sakyapa pendant 12 ans. Il retourne ensuite au Kham au monastère de Daglha Gampo où il devient disciple de Gampopa et étudie le Mahamudra. Il établit en 1158 un ermitage à Phagmodru (bac des truies) dans la région de Nêdong (U), qui lui donnera son nom usuel et deviendra en 1192 le monastère de Densatil, siège des Phagdru Kagyu. De ses huit disciples principaux émanent les 8 branches de Dagpo Kagyu. L’un d’eux, Jigten Sumgon, ancêtre de Drikung Kagyu, reprend le monastère à sa mort, puis la direction passe à son disciple choisi Chenga Drakpa Jungne (1175–1255) issu du clan Lang. Ce clan conservera le monastère qui passera d’oncle à neveu. Néanmoins, bien que moines ils se tourneront essentiellement vers la politique et la tradition religieuse Phagmodrupa ne perdurera pas. 
Le monastère de Densatil, richement décoré et qui abritait les stupas des souverains Phagmodrupa, fut détruit dans les années 1960.
Un frère cadet de Phagmo Drupa, Kathog Dampa Deshek (1122-1192), fonda en 1159 le monastère de Kathog de la tradition Nyingma.